# Danièle Gégauff
Danièle Gégauff (fallecida en 2007) fue una actriz y productora cinematográfica francesa.

## Biografía
Su nombre de nacimiento era Danielle Rosencranz, y estuvo casada con el guionista, escritor y actor cinematográfico francés Paul Gégauff, conocido por escribir los primeros filmes de Claude Chabrol. 
Danièle Gégauff fue Esther en la película de Claude Chabrol Une partie de plaisir, interpretando su marido en la vida real a su marido ficticio en la cinta.
A lo largo de su carrera, Danièle Gégauff también pudo colaborar con el productor ejecutivo Stéphane Tchalgadjieff. 
Danièle Gégauff falleció en el año 2007.

## Filmografía

### Actriz
- 1981: Merry-Go-Round, de Jacques Rivette.
- 1980: Une femme au bout de la nuit, de Daniel Daert.
- 1977: Les Enfants du placard, de Benoît Jacquot.
- 1976: Noroît, de Jacques Rivette.
- 1975: Une partie de plaisir, de Claude Chabrol.

### Productora ejecutiva
- 2004:  Eros, de Michelangelo Antonioni (segmento "The Dangerous Thread of Things") (como Danielle Rosencranz).
- 2003: Le Chien, le Général et les Oiseaux, de Francis Nielsen (film de animación).
- 1995: Más allá de las nubes, de Michelangelo Antonioni / Wim Wenders (como Danielle Gégauff Rosencranz).
- 1977: Aïda, de Pierre Jourdan.
- 1977: Baxter, Vera Baxter, de Marguerite Duras (como Danielle Gégauff).
- 1971: Out 1, noli me tangere, de Jacques Rivette (como Danielle Gégauff).